# Abces pulmonar
Abcesul pulmonar este o colecție la nivelul parenchimului pulmonar, netuberculoasă, circumscrisă. Acesta este caracterizat de prezența de spații cavitare pline cu puroi. În cazul unor acumulări purulente numeroase (mai mici de 2 cm) se vorbește de pneumonie necrozantă.

## Condiții de apariție
Condițiile aspirante de apariție a abcesului pulmonar sunt:
- aspirarea conținutului orofaringian în plămân - este favorizată de dereglarea mecanismului tusei și deglutiției. Este întâlnită în alterări ale stării de conștiență (amnezie, comă, ebrietate, epilepsie, accidente vasculare cerebrale), boli esofagiene, afectări ale nervilor cranieni;
- diseminarea hematogenă din focarele extrapulmonare - apare în stările septicemice extreme;
- existența unor condiții sistemice imunodeprimante: diabet, ciroză, cancer, corticoterapie, terapie imunodeprimantă;
- leziuni preexistente, cu caracter ischemic și necrotic, care înlesnesc grefarea anaerobilor: cancer, bronsiectazii, infarct pulmonar. [4]

## Tablou clinic
Boala începe la câteva zile după inhalarea materialului infectant. Debutul bolii poate fi acut (simulând o pneumonie acută banală, febră, alterarea stării fizice), insidios (manifestări pseudogripale) sau brutal (cu tablou de pneumonie gravă, bronhoree purulentă, hemoptizii repetate). 
Abcesul pulmonar presupune trei etape: formarea, deschiderea și supurația propriu-zisă. 
Tratamentul abcesului constă în administrarea de antibiotice. Tratamentul durează de obicei câteva săptămâni până la câteva luni. 